# Rabota.ru
«Работа.ру» — сервис, предоставляющий услуги по подбору персонала и поиску работы, являющийся третьим по величине в России. По данным портала, ежедневно на нём присутствует порядка 250 тыс. вакансий, 16 млн резюме.

## История
Открыт группой компаний «РДВ-медиа» в 1999 году. В 2007 году портал «Rabota.ru» удостоился Премии Рунета в номинации «Экономика и бизнес». В конце марта 2014 года портал запустил проект «Профессиональные сообщества Rabota.ru», содержащий советы экспертов по построению бизнеса, карьеры, подбору персонала, программам обучения и тому подобное.
В 2019 году Сбербанк выкупил 100 % акций сервиса «Работа.ру».